# Fångläger nr 17
Fångläger nr 17 (engelska: Stalag 17) är en amerikansk dramakomedi-krigsfilm från 1953 i regi av Billy Wilder. Filmen är baserad på Broadwaypjäsen av Donald Bevan och Edmund Trzcinski, vilken är baserad på deras erfarenheter som krigsfångar i Stalag 17B i Österrike under andra världskriget. I huvudrollerna ses William Holden, Don Taylor, Robert Strauss, Neville Brand, Harvey Lembeck, Peter Graves, Sig Ruman och Otto Preminger. 

## Rollista i urval
- William Holden - J.J. Sefton
- Don Taylor - löjtnant James Dunbar
- Otto Preminger - överste von Scherbach
- Robert Strauss - Stanislas "Animal" Kuzawa
- Harvey Lembeck - Harry Shapiro
- Peter Graves - Price
- Sig Ruman - sergeant Johann Sebastian Schulz
- Neville Brand - Duke
- Richard Erdman - "Hoffy" Hoffman
- Michael Moore - Manfredi
- Peter Baldwin - Johnson
- Robinson Stone - Joey
- Robert Shawley - "Blondie" Peterson
- William Pierson - Marko the Mailman
- Gil Stratton - Clarence Harvey "Cookie" Cook (berättare)
- Jay Lawrence - Bagradian
- Erwin Kalser - mannen i Geneve
- Paul Salata - den skäggprydde fången
- Edmund Trzcinski - sig själv/"Triz"